# Hyalosaurus koellikeri
Hyalosaurus koellikeri is een hagedis die behoort tot de familie hazelwormen (Anguidae).

## Naam en indeling
De wetenschappelijke naam van de soort werd voor het eerst voorgesteld door Albert Günther in 1873. De soortaanduiding koellikeri is een eerbetoon aan de Zwitserse histoloog Albert von Kölliker (1817 – 1905).
Oorspronkelijk werd al de naam Hyalosaurus koellikeri geponeerd, maar de soort werd later ingedeeld in de geslachten Pseudopus en Ophisaurus. In veel bronnen wordt de laatste geslachtsnaam nog veel gebruikt.

## Uiterlijke kenmerken
De lichaamskleur is bruin, met donkere lengtestrepen, de onderzijde is lichter. De achterpoten zijn klein en gereduceerd tot stompjes, de voorpoten ontbreken volledig.

## Verspreiding en habitat
De hagedis komt voor in delen van noordelijk Afrika en leeft in noordwestelijk Algerije en in Marokko. Hyalosaurus koellikeri is de enige vertegenwoordiger van de familie hazelwormen die in Afrika voorkomt. De habitat bestaat uit meer vochtige, begroeide gebieden zoals bossen. De hagedis is aangetroffen op een hoogte van ongeveer 2000 meter boven zeeniveau. De vrouwtjes zetten eieren af.
Door de internationale natuurbeschermingsorganisatie IUCN is de beschermingsstatus 'veilig' toegewezen (Least Concern of LC).